# Сизинцев, Василий Иванович
Сизинцев Василий Иванович (8 февраля 1921, Смоленское, Смоленский район, Алтайский край — 15 мая 1993, Наро-Фоминск, Московская область) — Герой Социалистического труда.
Родился 8 февраля 1921 года в селе Смоленское Алтайского края. С 1940 по 1947 служил на Тихоокеанском флоте. Участник войны с Японией. С 1949 года работал анодчиком Сталинского алюминиевого завода. Депутат Кемеровского областного совета с 1957 по 1959.9 июня 1961 года за выдающиеся успехи, достигнутые в деле развития цветной металлургии, присвоено звание Героя Социалистического Труда. С 1967 работал на Волгоградском алюминиевом заводе . С 1981 года на пенсии . Проживал в Московской области. Умер в 1993 году в Подольске